# 문도원
문도원(文度媛, 1991년 8월 23일~)은 대한민국의 여자 바둑 기사이다. 2017년 이후부터 각종 바둑 TV 프로그램의 진행자(캐스터)로 활동하고 있으며, 2021년 4월 현재 한국여자바둑리그의 보령시 바둑팀 '보령 머드'의 감독으로 있다.

## 학력
- 명지고등학교
- 한국외국어대학교 일본어대학[1] 일본어과

## 약력
- 2008년 3월 23일, 입단 (입단대회 내신입단)
- 2009년, 제15회 여류국수전 본선, 2단 승단
- 2010년, 제4회 지지옥션배 본선
- 2011년 1월 14일, 제9회 정관장배 7연승 (대회 신기록)
- 2012년, 제6기 지지옥션배 본선
- 2013년, 3단 승단
- 2019년 4월, 2019 한국여자바둑리그 참가 바둑팀 서울시 '사이버 오로' 팀 감독
- 2020년, 보령시 바둑팀 '보령 머드' 팀 감독 (대회 우승)